# Georg Gradnauer
Georg Gradnauer est un homme politique allemand, né le 16 novembre 1866 à Magdebourg et mort le 18 novembre 1946 à Berlin.
Membre du SPD, il est ministre de l'Intérieur en 1921.

## Biographie
Né dans une famille de la petite bourgeoisie juive de Magdebourg, Gradnauer fait des études de littérature, d'histoire et de philosophie à l'université de Genève, l'université Humboldt de Berlin, l'université de Marbourg et l'université de Halle, où il soutient en 1889 une thèse consacrée aux idées de Mirabeau sur la réorganisation de la France. Il adhère en 1888 au Parti social-démocrate (SPD). De 1891 à 1896, il est rédacteur en chef du Sächsischen Arbeiterzeitung, le journal du SPD en Saxe, publié à Dresde. De 1897 à 1905, à Berlin, il contribue à Vorwärts, l'organe principal du SPD. Il quitte ce journal en 1905, « en tant que représentant de la soi-disant « aile droite » » du parti et retourne diriger le Sächsischen Arbeiterzeitung, renommé entretemps Dresdner Volkszeitung, à la tête duquel il reste jusqu'en 1918,. Dans cette période, il est à deux reprises député de Saxe au Reichstag. Après la révolution allemande de 1918-1919, Gradnauer est successivement ministre de la Justice, ministre de l'Intérieur et chef du gouvernement de Saxe, devenant le premier ministre-président de Saxe en mars 1919. Socialiste modéré, il s'appuie en mai 1919 sur l'armée et les corps francs pour mater à Leipzig l'opposition de socialistes de gauche inspirés par la révolte spartakiste de Berlin. L'opposition induite au sein du SPD conduit le gouvernement Gradnauer à la démission en avril 1920. Il est de nouveau député au Reichstag entre 1921 et 1924 et représente la Saxe à Berlin jusqu'en 1932. Il est ministre de l'Intérieur en 1921. Il est arrêté et rapidement relâché par les nazis en 1933, déporté en 1944 au camp de concentration de Theresienstadt et libéré l'année suivante.